# Institut supérieur de mécanique de Paris
Das Institut Supérieur de Mécanique de Paris ist eine staatliche Ingenieurhochschule in Paris und Toulon. Es wurde 1948 vom Verband der Maschinenbau-Industrie und dem Ministerium für Schul- und Hochschulwesen als Institut Supérieur des Matériaux et de la Construction Mécanique gegründet. 2003 folgte die Umbenennung in Institut Supérieur de Mécanique de Paris. Der angebotene Studiengang trägt seit 2002 den Namen Supméca und bietet von Anfang an eine sowohl wissenschaftliche als auch angewandte, berufsorientierte Ausbildung in den Hauptfächern Maschinenbau und Betriebswirtschaftslehre.
Es entspricht in etwa der Ausbildung zum Diplom-Wirtschaftsingenieur mit Schwerpunkt Maschinenbau. Sie erreicht in nationalen Rankings für die Studienrichtung Maschinenbau regelmäßig gute Platzierungen.